# گربه‌ماهی بزرگ
گربه‌ماهی بزرگ (نام علمی: Netuma thalassina) با نام محلی گلو ماهی نام یک گونه ماهی از خانواده گربه‌ماهیان دریایی است.